# Cyrioctea spinifera
Espèce
Synonymes
- Drassus spinifer Nicolet, 1849

Cyrioctea spinifera est une espèce d'araignées aranéomorphes de la famille des Zodariidae.

## Distribution
Cette espèce est endémique du Chili.

## Description
Le mâle décrit par Platnick en 1986 mesure 4,25 mm et la femelle 4,46 mm.

## Publication originale
- Nicolet, 1849 : Aracnidos. Historia física y política de Chile. Zoología, vol. 3, p. 319-543.